# Miguel Molina
Miguel Molina (Quezon City, 22 juli 1984) is een Filipijns zwemmer. Molina is een van de beste Zuidoost-Aziatische zwemmers en brak in zijn carrière vele Filipijnse records. In 2007 was Molina de beste mannelijke deelnemer van de Zuidoost-Aziatische Spelen. Hij was ook een van de Filipijnse deelnemers aan de Olympische Spelen van 2008.
Molina emigreerde samen met zijn familie op 3-jarige leeftijd naar Japan, waar ze zich vestigden in de hoofdstad Tokio. Hij begon al vroeg met zwemmen. Het verhaal gaat dat hij als pasgeboren baby al zelfstandig in de badkuip bleef drijven.
Molina behaalde op de Zuidoost-Aziatische Spelen van 2003 in Vietnam twee gouden, twee zilveren en drie bronzen medailles en was daarmee de meest succesvolle Filipijnse deelnemer. Twee jaar later in 2005 won Molina drie gouden medailles toen het evenement in Manilla werd georganiseerd. Het jaar daarop werd hij door de Philippine Sportswriters Association (PSA) uitgeroepen tot zwemmer van het jaar. In 2008 riep dezelfde organisatie Molina samen met bokser Nonito Donaire jr. uit tot sporter van het jaar.

## Olympische Spelen 2008
Bij de Olympische Spelen 2008 benaderde Molina op zijn eerste onderdeel, de 200 meter schoolslag zijn persoonlijk en nationaal record van 2.16,88 met een tijd van 2.16,94. Zijn tijd was echter niet goed genoeg om zich te kwalificeren voor de halve finale. Op zijn tweede onderdeel, de 200 m wisselslag brak Molina zijn persoonlijk record en daarmee het Filipijns nationaal record met ruim een seconde. Met 2.01,61 eindigde hij als tweede in zijn serie en als 27e van alle deelnemers.

## Referentie
1. 1 2  The Manila Times, Miguel Molina swims for Olympic success, WN.com, 9 augustus 2008. Gearchiveerd op 10 maart 2016.
2. ↑  Melendres, Ted, Tañamor bombs out, The Philippine Daily Inquirer, 13 augustus 2008, Geraadpleegd op 14 augustus 2008.